# Frances Clayton
Frances Louisa Clayton, anche nota come Frances Clalin, (1830 – 1863) è stata una militare statunitense che si travestì da uomo per combattere nell'Esercito dell'Unione durante la Guerra civile americana.
Sotto lo pseudonimo di Jack Williams si arruolò in un reggimento del Missouri insieme a suo marito e combatté in diverse battaglie. Lasciò l'esercito poco dopo la morte di suo marito avvenuta a Stones River.
I resoconti dei giornali indicano che Clayton servì in entrambe le unità di cavalleria e artiglieria. La sua storia divenne nota e ampiamente diffusa dopo il suo servizio, sebbene essa contenga informazioni contraddittorie. Esistono diverse fotografie di Clayton, incluse le sue immagini in uniforme ma, tuttavia, poco altro è noto della sua vita.

## Biografia

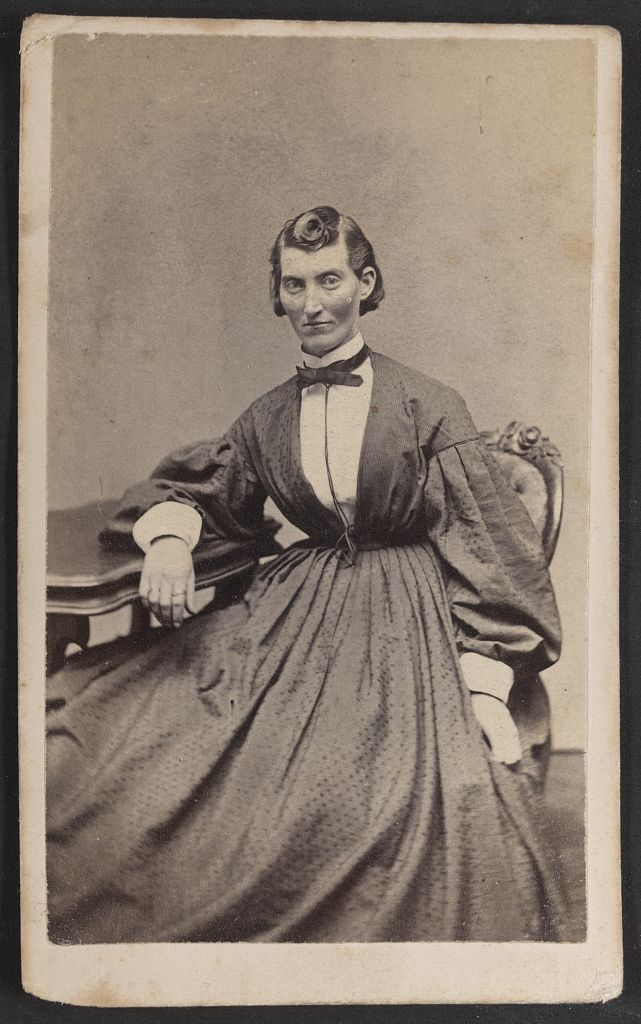
Frances Clayton in abiti femminili

Clayton e suo marito erano del Minnesota. Il nome di suo marito non è chiaro; un articolo di un giornale lo descrive come Frank Clayton, apparentemente una confusione del nome proprio di Frances, mentre altre fonti lo chiamano John o Elmer. Dopo lo scoppio della guerra civile americana, nel 1861, i Clayton decisero di arruolarsi nell'esercito dell'Unione, con Frances travestiva da uomo sotto il nome Jack Williams.
Secondo la maggior parte dei resoconti si arruolarono in un'unità del Missouri a Saint Paul, nel Minnesota. Si dice che Clayton abbia combattuto in 18 battaglie. Fonti del dopoguerra la registrano al servizio in entrambe le unità di cavalleria e artiglieria, e indicano che è stata ferita in battaglia; secondo le sue successive dichiarazioni ciò avvenne nella battaglia di Fort Donelson. Gli stessi racconti la descrivono come una "donna molto alta, dall'aspetto maschile, abbronzata dall'esposizione al sole". Era inoltre in grado di passare in modo convincente per un uomo attraverso il suo "passo maschile" e la possibilità di "trasportare l'equipaggiamento come un soldato", così come il fatto di adottare vizi maschili tipici dell'epoca come bere, fumare, masticare tabacco, inveire e giocare d'azzardo. Durante il servizio militare divenne un "uomo di cavallo compiuto" e uno "spadaccino". È stata decorata per aver combattuto nella battaglia di Shiloh nell'aprile 1862. Nel dicembre del 1862 combatté la battaglia di Stones River, dove suo marito fu ucciso durante una carica. Le notizie riportano che lei non smise mai di combattere anche dopo la sua morte e che scavalcò il suo corpo per continuare la carica.
La storia di Clayton divenne nota solo dopo la fine del suo arruolamento ed è stata riportata in diversi articoli di giornale, sebbene in questi si trovano informazioni contraddittorie. Secondo queste storie Clayton fu dimessa a Louisville nel 1863, poco dopo la morte del marito. Ha detto ai giornalisti che non è mai stata scoperta come donna ma le fonti dicono che la sua dimissione è dovuta al suo esame medico dopo una ferita da proiettile all'anca. Tentò di andare in Minnesota prima di tornare nel campo militare per riscuotere la retribuzione di sua e di suo marito, ma nel treno da lei preso venne tesa un'imboscata da parte di guerriglieri confederati con il conseguente furto del denaro e dei documenti. Da allora in poi ha viaggiato dal Missouri al Minnesota fino a Grand Rapids, nel Michigan, e infine a Quincy, nell'Illinois, dove era stata organizzata una raccolta fondi per aiutarla nel suo viaggio. L'ultimo rapporto noto descrive la sua rotta verso Washington, D.C.
Esistono diverse fotografie di Frances Clayton. Due furono portate a Boston e ora sono in possesso della Boston Public Library. Uno mostra Clayton in abiti femminili, mentre l'altra la raffigura in uniforme. A differenza di altre donne della Guerra Civile Clayton era descritta dai giornali come alta e dall'aspetto maschile che frequentava spesso i locali.

## Cultura di massa
Clayton e la sua storia hanno ispirato Beth Gilleland che, nel 1996, ha prodotto Civil Ceremony.

## Galleria d'immagini

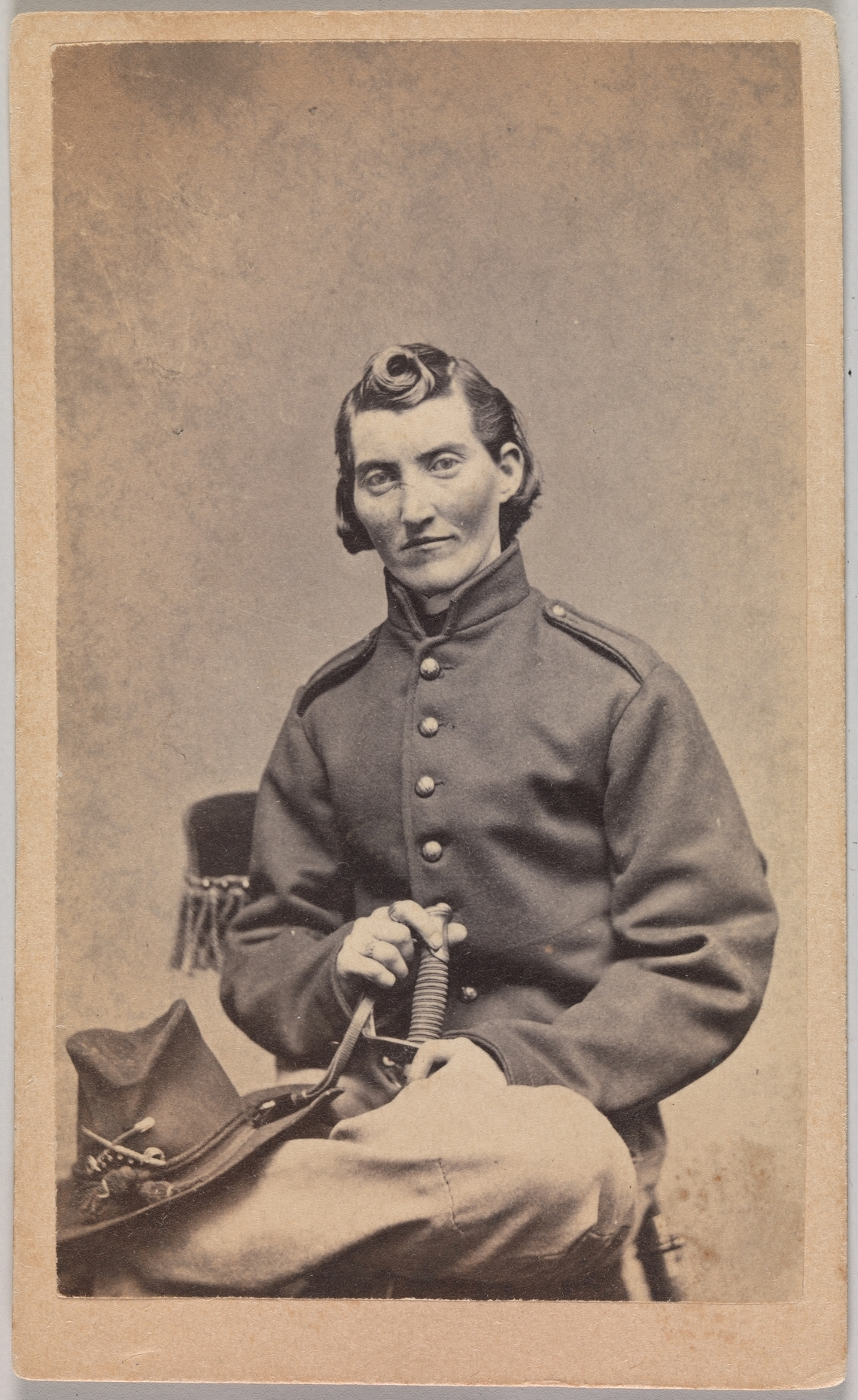
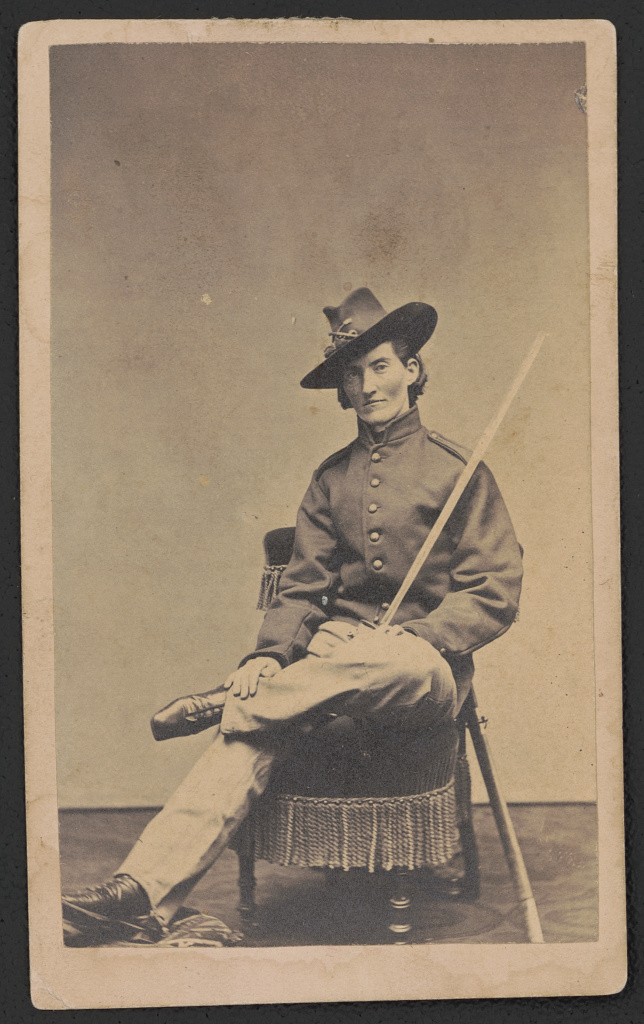